# Rio Brânduşa
O Rio Brânduşa é um rio da Romênia afluente do Rio Ialomiţa, localizado no distrito de Dâmboviţa.